# Refectorium

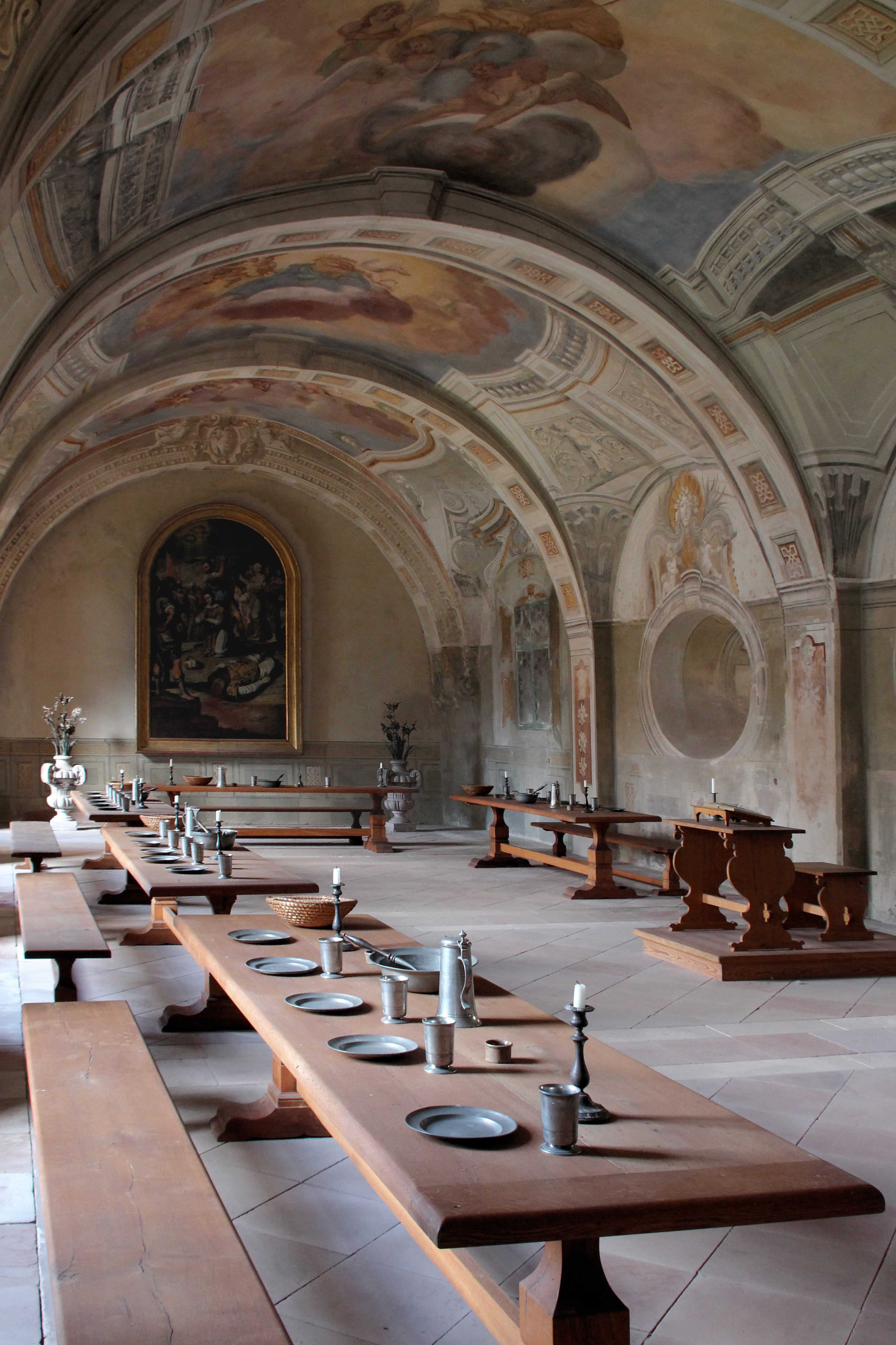
Refectorium Abdij van Seligenstadt

Een refter of refectorium is de eetzaal in collectieve voorzieningen zoals internaten, kazernes, abdijen of kloosters. Het woord refter is afkomstig van het Latijnse woord reficere dat herstellen betekent, in deze ruimte kon men dus door het eten lichamelijk herstellen.

## Klooster
In de middeleeuwse kloosters, in het bijzonder bij de cisterciënzers, is er vaak tegenover de ingang van het refectorium een lavatorium in de vorm van een apart, rond of zeshoekig gebouwtje.
Omdat alle monniken of zusters hier gezamenlijk de maaltijd nuttigen is deze zaal, na de abdijkerk, meestal de grootste ruimte van een klooster.
bracium/brouwerij · cantharus/bron · cellae/kloostercellen · cellarium/kelder · clausuur · claustrum/kloostergang · dormitorium/slaapzaal · hospitium/gastenverblijf · infirmarium/ziekenvertrek · kapittelzaal · monasterium/kloosterkerk · pandhof · parlatorium · pistrinum/bakkerij · refectorium/refter · sacristie · scriptorium · kloostertuin